# Höstbroms
Höstbroms (Tabanus autumnalis) är en tvåvingeart som beskrevs av Carl von Linné 1761. Höstbroms ingår i släktet Tabanus och familjen bromsar. Enligt den svenska rödlistan är arten starkt hotad i Sverige. Arten förekommer i Götaland och Öland. Arten har tidigare förekommit på Gotland och Svealand men är numera lokalt utdöd. Artens livsmiljö är våtmarker, jordbrukslandskap, sjöar och vattendrag. Inga underarter finns listade i Catalogue of Life.

## Bildgalleri

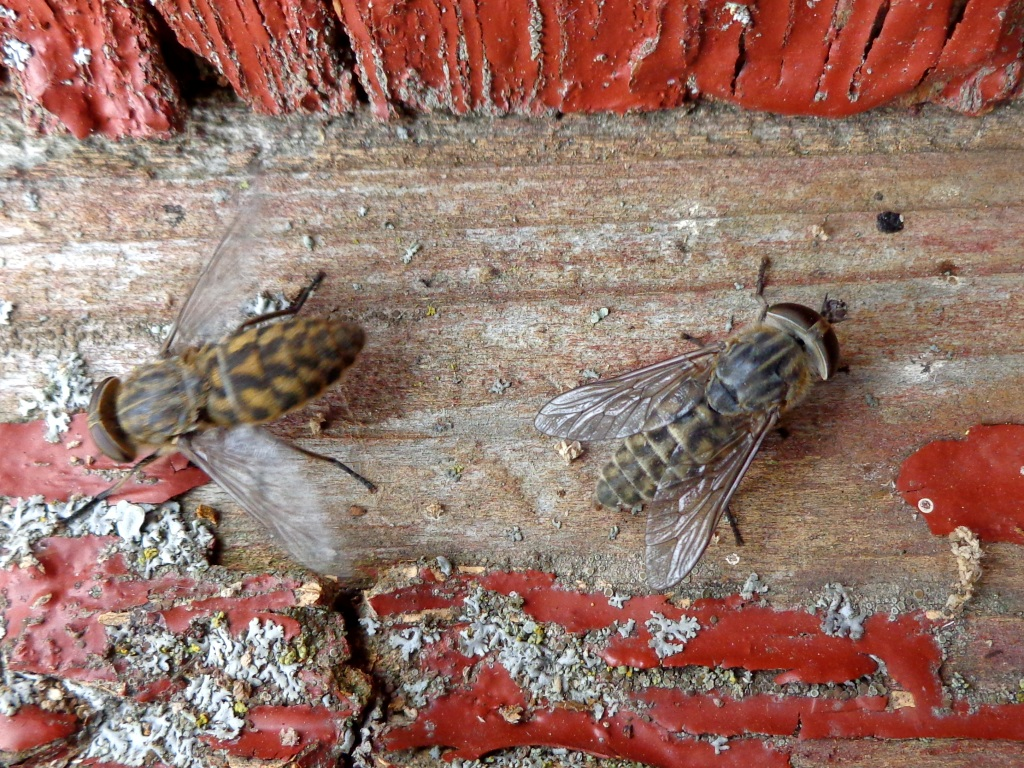